# آرتور جانسون (بازیکن فوتبال، زاده ۱۹۰۳)
آرتور جانسون (انگلیسی: Arthur Johnson; ۱۶ دسامبر ۱۹۰۳ – ۷ ژوئن ۱۹۸۷) بازیکن فوتبال اهل بریتانیا بود.
از باشگاه‌هایی که در آن بازی کرده‌است می‌توان به باشگاه فوتبال بارنزلی، باشگاه فوتبال آترستون تاون، باشگاه فوتبال کاونتری سیتی، باشگاه فوتبال بیرمنگام سیتی، باشگاه فوتبال هادرزفیلد تاون، و باشگاه فوتبال بریستول سیتی اشاره کرد.